# Metaxya
Metaxya C.Presl è un genere di piante dell'ordine Cyatheales, unico genere della famiglia Metaxyaceae Pic.Serm..

## Descrizione
Le felci del genere Metaxya sono piante erbacee perenni. Il rizoma è corto, strisciante mentre le fronde sono pennate e possono raggiungere i 2,5 m di lunghezza. I sori rotondi si trovano nella pagina inferiore delle foglia e sono disposti in poche file indistinte. Non sono presenti indusi.

## Tassonomia
Il genere comprende le seguenti specie:
- Metaxya contamanensis Tuomisto & G.G.Cárdenas
- Metaxya elongata Tuomisto & G.G.Cárdenas
- Metaxya lanosa A.R.Sm. & Tuomisto
- Metaxya parkeri (Hook. & Grev.) J.Sm.
- Metaxya rostrata (Kunth) C.Presl
- Metaxya scalaris Tuomisto & G.G.Cárdenas